# Evolutionism
Evolutionism är en äldre benämning på en tankeriktning inom antropologin och arkeologin som utgår från att många uppfinningar gjorts flera gånger på olika platser oberoende av varandra. Edward Burnett Tylor tillhörde denna riktning. Motsatsen är diffusionism som hävdar att varje uppfinning har gjorts en gång och sedan spridits. Ingen av dessa modeller anses idag ensam ge någon heltäckande förklaring av kulturförändringar genom tiderna.